# Matilde de Inglaterra
Matilde (en el inglés original, Maude), conocida como la emperatriz Matilde (en latín, Mathildis [Imperatrix]; en anglonormando, [Imperatrice] Mahaut; en inglés moderno, [Empress] Matilda; ¿7 de febrero de 1102?-10 de septiembre de 1167), fue una pretendiente al trono inglés durante la guerra civil conocida como la Anarquía. Hija del rey Enrique I de Inglaterra, marchó al Sacro Imperio y siendo niña fue desposada con el futuro emperador teutón Enrique V. Viajó con su marido a Italia en 1116, fue coronada en la basílica de San Pedro en medio de una gran polémica y actuó como regente imperial en Italia. Matilde y Enrique V no tuvieron hijos y cuando él murió en 1125, la Corona fue reclamada por Lotario II, uno de sus enemigos políticos. 
El hermano menor de Matilde, Guillermo Adelin, murió en el desastre del Barco Blanco en 1120, lo que dejó a Inglaterra en una inminente crisis de sucesión. Después de la muerte de Enrique V del Sacro Imperio, fue llamada a Normandía por su padre, quien hizo los arreglos para que se casara con Godofredo de Anjou y así formara una alianza para proteger sus fronteras meridionales. Enrique no tenía hijos legítimos y la nombró su heredera, lo que obligaba a su corte a jurar lealtad hacia ella y sus sucesores, pero la decisión no fue popular en la corte anglonormanda. Enrique I murió en 1135, pero Matilde y Godofredo V se enfrentaron a la oposición de los barones normandos y no pudieron continuar con sus reclamaciones. El trono fue ocupado por su primo, Esteban de Blois, quien disfrutaba del respaldo de la Iglesia católica en Inglaterra. Esteban tomó medidas para consolidar su nuevo régimen, pero hizo frente a amenazas tanto de las potencias vecinas como de los opositores dentro del reino.
En 1139, arribó a Inglaterra para tomar el reino por la fuerza, con el apoyo de su medio hermano, Roberto de Gloucester, y su tío, el rey David I de Escocia, mientras que Godofredo V se concentró en la conquista de Normandía. Las fuerzas de Matilde capturaron a Esteban en la batalla de Lincoln de 1141, pero su intento de ser coronada reina en Westminster fracasó ante la enconada oposición de las multitudes de Londres. Como resultado de su retirada, nunca fue formalmente declarada reina de Inglaterra y, en cambio, fue titulada «señora de los ingleses» (en latín, domina Anglorum). Roberto fue capturado durante el tumulto de Winchester en 1141 y Matilde aceptó intercambiarlo por Esteban. Quedó prisionera en el castillo de Oxford por las tropas de Esteban en el invierno de ese año y se vio forzada a escapar a través del helado río Isis por la noche para evitar ser capturada. La guerra se estancó, con Matilde controlando gran parte del sudoeste de Inglaterra y Esteban el sudeste y las Tierras Medias. El resto del país estaba en manos de barones locales e independientes.
En 1148, regresó a Normandía, ya en manos de su esposo, y legó sus posesiones a su hijo mayor para continuar la campaña en Inglaterra, quien finalmente ascendió al trono como Enrique II en 1154. Estableció su corte cerca de Ruan y el resto de su vida se encargó de la administración de Normandía, actuando en nombre de Enrique II cuando fuera necesario. En los primeros años del reinado de su hijo, proporcionó asesoramiento político e intentó mediar durante la controversia de Becket. Trabajó exhaustivamente con la Iglesia, fundó monasterios cistercienses y era conocida por su piedad. Fue inhumada bajo el altar mayor de la abadía de Bec después de su muerte en 1167.

## Primeros años
Nació (probablemente) el 7 de febrero de 1102 en Sutton Courtenay en Oxfordshire. Era hija legítima de Enrique I, rey de Inglaterra y duque de Normandía, y su primera esposa, Matilde de Escocia. Enrique I era el hijo menor de Guillermo I el Conquistador, quien invadió Inglaterra en 1066 y creó una especie de imperio que se extendía hasta Gales. La invasión había creado una élite anglonormanda y muchos de sus miembros tenían propiedades extensas a ambos lados del canal de la Mancha. Estos barones solían tener fuertes vínculos con el Reino de Francia, que en ese entonces constituía un grupo de condados y entidades políticas más pequeñas bajo escaso control del rey. La madre de Matilde, su tocaya, era hija del rey Malcolm III de Escocia, miembro por matrimonio de la familia real sajona occidental y descendiente de Alfredo I el Grande. A Enrique I el matrimonio con Matilde de Escocia le había aportado mayor legitimidad como soberano y a ella le había permitido obtener poder y una posición destacada en Inglaterra.
Matilde tenía un hermano legítimo más joven, Guillermo Adelin, y unos veinticuatro ilegítimos, nacidos de las relaciones de su padre con numerosas amantes. Poco se sabe sobre sus primeros años, pero probablemente los pasó con su madre; aprendió a leer y fue educada en moral religiosa. Entre los nobles en la corte de su madre estaban su tío David, más tarde rey de Escocia, y nobles ambiciosos como su medio hermano Roberto de Gloucester, su primo Esteban de Blois y Brian de Wallingford. En 1108, Enrique I dejó a sus hijos al cuidado de Anselmo, arzobispo de Canterbury, mientras viajaba a Normandía; el obispo contaba con el favor de la madre de los niños. No existe una descripción detallada de Matilde: los contemporáneos la describieron como muy hermosa, pero pudo ser por mera convención de los cronistas.

## Etapa en el Sacro Imperio

### Matrimonio con Enrique V y coronación

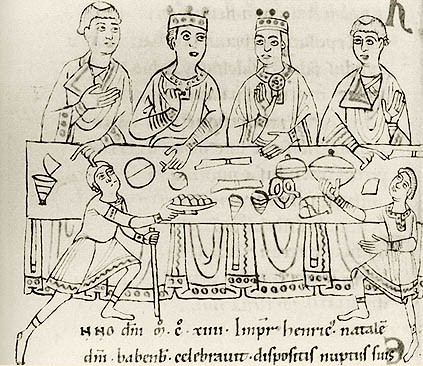
Ilustración del del banquete de bodas de Matilde y Enrique V.

A fines de 1108 o principios de 1109, Enrique V, entonces el rey de romanos, envió mensajeros a Normandía proponiendo que Matilde se casara con él y dirigió una carta por separado a su madre sobre el mismo asunto. Era un buen partido para el rey inglés: el casamiento lo vincularía con una las dinastías más prestigiosas de Europa y reforzaría su posición, ligeramente cuestionada por ser el benjamín de una casa real reciente, y obtendría un aliado en las disputas con Francia. A cambio, Enrique V recibiría una dote de diez mil marcos, necesarios para financiar una expedición a Roma para su coronación como emperador del Sacro Imperio. Los detalles finales del acuerdo se negociaron en Westminster en junio de 1109 y, como resultado de su cambio de estado, Matilde asistió a un concilio real por primera vez en octubre. Partió de Inglaterra en febrero de 1110 hacia el Sacro Imperio.
Matilde y Enrique se reunieron en Lieja antes de viajar a Utrecht, donde se comprometieron oficialmente el 10 de abril. Matilde fue coronada reina de los romanos en una ceremonia en Maguncia el 25 de julio. Había una considerable diferencia de edad entre la pareja, ya que ella solo tenía ocho años, mientras que Enrique V rondaba los veinticuatro. Matilde quedó bajo la custodia de Bruno, arzobispo elector de Tréveris, después del compromiso, que se encargó de inculcarle la cultura, los modales y el sistema de gobierno alemanes. En enero de 1114, estuvo lista para casarse con Enrique V; la boda se celebró en la ciudad de Worms con festejos extravagantes.Aunque Enrique tenía 28 años y Matilde 12. Comenzó entonces su participación en la vida pública alemana, con su propia casa.
Un conflicto político estalló en todo el Sacro Imperio poco después del matrimonio, desencadenado cuando Enrique V arrestó a su canciller Adalberto y a varios príncipes alemanes. Los arrestos originaron rebeliones y cierta oposición dentro de la Iglesia, que representaba un papel importante en la administración del Sacro Imperio, y determinaron incluso la excomunión del emperador teutón por el papa Pascual II. Enrique V y Matilde cruzaron los Alpes camino de Italia a principios de 1116, con la intención de resolver definitivamente el problema con el pontífice romano. Matilde desempeñaba ya entonces un rol destacado en el gobierno imperial: patrocinaba concesiones reales, trataba con peticionarios y participaba en actos ceremoniales. La pareja dedicó el resto del año a consolidar el control del norte de Italia y, a principios de 1117, avanzó hacia Roma.
Pascual II había escapado cuando llegaron Enrique V y Matilde con su ejército y, en su ausencia, el nuncio Maurice Bourdin, que más tarde fue antipapa con el nombre de Gregorio VIII, coronó a la pareja en la basílica de San Pedro, probablemente en la Pascua y con seguridad en Pentecostés, en la que hubiese sido una segunda coronación. Matilde utilizó estas ceremonias para reclamar el título de emperatriz del Sacro Imperio, un país gobernado por soberanos electos que, como Enrique V, habían sido seleccionados por los principales nobles para convertirse en rey de los romanos. Estos reyes esperaban ser coronados posteriormente emperadores del Sacro Imperio por el papa, pero esto no podía garantizarse. Enrique V había coaccionado al pontífice romano para que lo coronara en 1111, pero la situación de Matilde era menos clara que la de su marido. Su matrimonio había hecho de ella la legítima reina de los romanos, título que usó en su sello y cartas, pero había dudas sobre si tenía derecho al título de emperatriz. Después de su coronación en 1111, Enrique V continuó usando el título de rey de los romanos indistintamente con el de emperador.
Tanto la situación de Bourdin como la validez de las propias ceremonias que se llevaron a cabo eran dudosas. Estrictamente, las investiduras de Enrique y Matilde no habían sido coronaciones imperiales, sino actos públicos en los que los soberanos habían aparecido coronados, acontecimiento que se repetía apenas unos pocos al año en la vida de la corte. Por añadidura, Bourdin había sido excomulgado cuando ofició la segunda ceremonia y, más tarde, fue depuesto y encarcelado el resto de su vida por el papa legítimo. No obstante, Matilde defendió que había sido coronada oficialmente como emperatriz en Roma. Los títulos de emperador y emperatriz no siempre se empleaban consistentemente en este período y, en cualquier caso, su uso del título fue ampliamente aceptado. Matilde usó constantemente el título de emperatriz desde 1117 hasta su muerte; parece que ni las cancillerías ni los cronistas pusieron en tela de juicio que lo ostentase con legitimidad.

### Viudez
Enrique V volvió Alemania a través de los Alpes en 1118 para sofocar nuevas rebeliones y dejó a Matilde como regente de Italia. Existen pocos registros de su gobierno en los siguientes dos años, pero probablemente ganó considerable experiencia práctica como gobernante. Regresó al norte en 1119 para encontrarse con Enrique V en Lotaringia, que por entonces trataba de pactar con el papa, quien lo había excomulgado. Enrique V y probablemente Matilde asistieron al Concilio de Worms de 1122, que resolvió una larga disputa con la Iglesia católica merced a la renuncia del emperador a sus derechos de investir obispos con sus insignias episcopales. Matilde intentó visitar a su padre en Inglaterra ese año, pero el conde de Flandes, Carlos I, cuyo territorio habría necesitado cruzar, se lo impidió; posiblemente tenía la intención de discutir la herencia de la Corona inglesa en ese viaje finalmente frustrado.
La pareja no tuvo hijos, pero ninguno de ellos era considerado estéril y los cronistas contemporáneos culparon de la situación al emperador y a sus pecados contra la Iglesia católica. A principios de 1122, la pareja viajaba por el Rin mientras Enrique V continuaba apaciguando el descontento político, pero ya en ese momento padecía cáncer. Su salud empeoró y murió el 23 de mayo de 1125 en Utrecht, a los 39 años, dejando a su viuda bajo la protección de su sobrino Federico, heredero de sus propiedades. Antes de su muerte, dejó la insignia imperial en manos de Matilde, pero no está claro qué instrucciones le dio sobre el futuro del Sacro Imperio, que se enfrentó a la elección de un nuevo soberano. Posteriormente, Adalberto la convenció de que le entregara la insignia y dirigió el proceso electoral que concluyó con el nombramiento de Lotario de Supplinburg, antiguo enemigo de Enrique V, como el nuevo rey de los romanos.
Matilde tenía para entonces veintitrés años y escasas opciones para su nueva vida de viuda. El carecer de hijos le impedía desempeñar el cargo de regente imperial, por lo que únicamente podía hacerse monja o volverse a casar. Aunque comenzaron a llegarle ofertas de matrimonio de algunos príncipes alemanes, prefirió volver a Normandía. Al parecer, no tenía intenciones de regresar a Alemania, ya que renunció a sus propiedades en el Sacro Imperio y se marchó con su colección personal de joyas, sus propias insignias imperiales, dos de las coronas de Enrique y la valiosa reliquia de la mano de Santiago apóstol.

## Crisis de sucesión

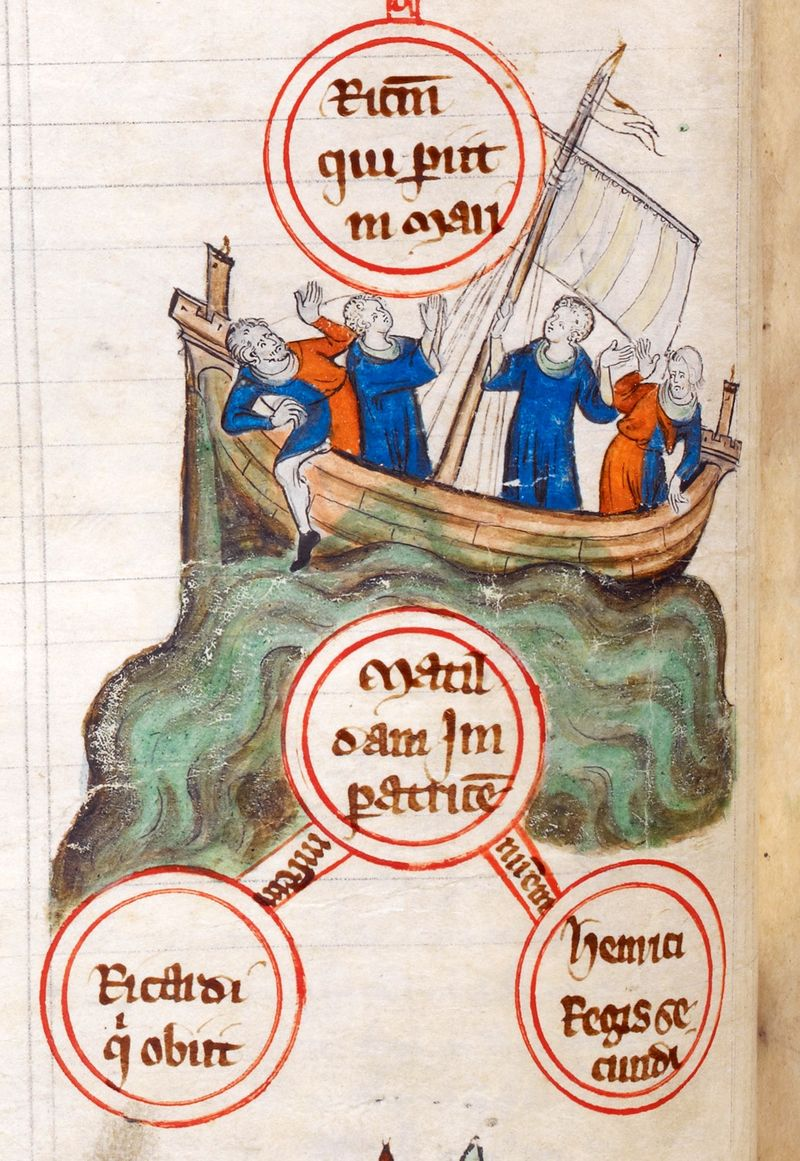
Ilustración del del hundimiento del Barco Blanco en 1120.

El panorama político inglés cambió drásticamente en 1120 como consecuencia del desastre del Barco Blanco: alrededor de trescientos pasajeros —entre ellos, el hermano de Matilde, Guillermo Adelin, y muchos nobles de alto rango— se embarcaron una noche en el Barco Blanco para hacer la travesía de Barfleur, en Normandía, a Inglaterra. El buque se hundió frente al puerto, posiblemente como resultado de la sobrecarga o por la embriaguez del capitán y la tripulación; solo sobrevivieron dos pasajeros.
La sucesión al trono inglés quedó en entredicho a causa del fallecimiento de Guillermo. Las reglas de sucesión eran inciertas en Europa occidental en ese momento; la primogenitura masculina en la que el hijo mayor heredaba el título era cada vez más común en algunas partes de Francia. También era tradicional que el rey de Francia coronara a su sucesor, lo que hacía que la línea de sucesión prevista fuera relativamente clara. Sin embargo, este no era el caso en Inglaterra, donde lo más que un noble podía hacer era enumerar una serie de herederos legítimos, que a su muerte se disputaban la herencia. El problema se complicaba aún más debido a la inestabilidad de las sucesiones anglonormandas que habían acontecido en los sesenta años anteriores. Después de que Guillermo I el Conquistador invadiera Inglaterra, sus hijos Guillermo Rufo y Roberto Curthose habían librado una guerra entre ellos para quedarse con su herencia y únicamente la fuerza había otorgado el dominio de Normandía a Enrique I. No había habido sucesiones pacíficas, sin oposición.
Inicialmente, Enrique I se empeñó en engendrar otro hijo. La madre de Matilde y Guillermo —Matilde de Escocia— había muerto en 1118, por lo que tomó una nueva esposa, Adela de Lovaina. Enrique I y Adela no concibieron hijos y el futuro de la dinastía parecía estar en peligro. El rey posiblemente comenzó a buscar entre sus sobrinos un posible heredero y consideró al hijo de su hermana Adela, Esteban de Blois, como una posible opción; probablemente por ello arregló un matrimonio ventajoso para Esteban con la acaudalada prima materna de Matilde, su tocaya la condesa de Boulogne. Teobaldo de Blois, su firme aliado, posiblemente también sintió que contaba con el favor de Enrique I. Guillermo Clito, único hijo de Roberto Curthose, era el heredero que prefería el rey Luis VI de Francia para el trono inglés, pero estaba en abierta rebelión contra Enrique I y, por tanto, era inadecuado. El rey inglés también pudo haber sopesado la candidatura de su propio hijo ilegítimo Roberto de Gloucester, pero la tradición y las costumbres inglesas eran contrarias a la entronización de un bastardo. Los planes de Enrique I cambiaron cuando su yerno, el emperador Enrique V, murió en 1125.

## Retorno a Normandía

### Matrimonio con Godofredo V

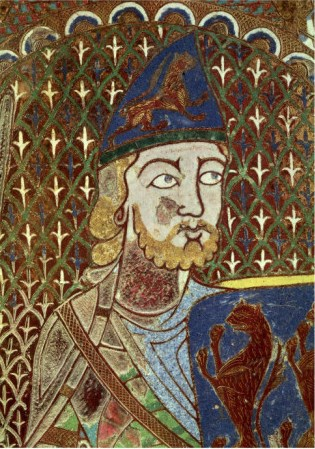
Miniatura contemporánea de Godofredo V de Anjou, el segundo marido de Matilde.

Matilde regresó a Normandía en 1125 y estuvo alrededor de un año en la corte real, mientras su padre todavía esperaba que su segundo matrimonio generase un heredero varón. En el caso de que esto no ocurriera, ella sería entonces la elección preferida de Enrique I, quien la declaró su sucesora legítima si moría sin heredero varón. Los barones anglonormandos se reunieron en Westminster en la Navidad de 1126, donde juraron en enero del año siguiente reconocerla como soberana a ella y a cualquier futuro heredero legítimo que pudiera tener.
Enrique I comenzó a buscar formalmente un nuevo marido para su hija a principios de 1127 y recibió varias ofertas de príncipes del Sacro Imperio. Su prioridad era usar el matrimonio de Matilde para asegurar las fronteras del sur de Normandía al casarla con Godofredo, hijo mayor de Fulco, conde de Anjou. El dominio de Enrique I sobre Normandía había enfrentado numerosos desafíos desde la conquista en 1106 y la última amenaza provino de su sobrino Guillermo Clito, nuevo conde de Flandes, quien gozaba del apoyo del rey de Francia. Enrique deseaba evitar que a la amenaza oriental del conde sobre el ducado se sumase otra en el sur. El desposorio de Guillermo Adelin con la hija de Fulco, Matilde, habría forjado una alianza entre Enrique I y la casa de Anjou si el desastre del Barco Blanco no la hubiese frustrado. La consiguiente disputa entre Enrique I y Fulco por el destino de la dote del fallido matrimonio hizo que este estrechase lazos con Guillermo Clito. La solución del rey inglés para esta posible nueva amenaza fue negociar el matrimonio de su hija con Godofredo, con el que pretendía restaurar la deshecha alianza con los Anjou.
Aparentemente, Matilde no estaba conforme con esta propuesta de matrimonio. Sentía que casarse con el hijo de un conde sería una humillación para una emperatriz y probablemente también estaba descontenta porque el novio era mucho más joven que ella: Godofredo tenía por entonces trece años y ella, veinticinco. Hildeberto, arzobispo de Tours, finalmente intervino para convencerla de que aceptara el compromiso. Matilde finalmente lo hizo y en mayo de 1127 viajó con Roberto de Gloucester y Brian FitzCount a Ruan, donde se comprometió formalmente con Godofredo. En el transcurso del año siguiente, Fulco decidió partir hacia Jerusalén, cuya corona esperaba ceñir, y entregó sus posesiones a su hijo. Enrique I armó caballero a su futuro yerno y Matilde y Godofredo se casaron una semana después, el 17 de junio de 1128, en Le Mans, en una ceremonia oficiada por los obispos de esa localidad y de Séez. Fulco finalmente partió del condado de Anjou para marchar al Reino de Jerusalén en 1129 y proclamó a su hijo conde de Anjou y Maine.

### Disputas
El matrimonio resultó difícil, ya que los esposos no se querían. Hubo una disputa adicional sobre la dote de Matilde; su padre le concedió varios castillos en Normandía, pero no se especificó cuándo la pareja realmente tomaría posesión de estos. Tampoco se sabe si Enrique tenía la intención de reconocer derecho alguno a Godofredo sobre Inglaterra o Normandía y probablemente mantuvo la incertidumbre deliberadamente. Poco después del matrimonio, Matilde dejó a su esposo y regresó a Normandía. Enrique I parece haber culpado a Godofredo por la separación, pero la pareja finalmente se reconcilió en 1131. El rey inglés convocó a su hija para que pasase a Inglaterra desde Normandía, y esta llegó a la isla en agosto de ese año; el gran concilio del rey decidió en septiembre que Matilde se reconciliase con su esposo. El concilio también aprovechó para jurarle lealtad en calidad de heredera de Enrique.
Matilde dio a luz a su primer hijo en marzo de 1133 en Le Mans, el futuro Enrique II. Enrique I estaba encantado con la noticia y fue a verla a Ruan. El segundo hijo de Matilde, Godofredo, nació en Ruan en el Pentecostés de 1134, el parto fue difícil y ella estuvo a punto de morir. Dispuso sus últimas voluntades y discutió con su padre sobre dónde quería ser enterrada. Prefería la abadía de Bec, pero su padre quería inhumarla en la catedral de Ruan. Finalmente Matilde se recuperó; Enrique I se alegró mucho por el nacimiento de su segundo nieto y posiblemente exigió a la nobleza que renovase los juramentos de fidelidad.
A partir de entonces, las relaciones se volvieron cada vez más tensas entre padre e hija. Matilde y su marido sospechaban que su pretensión al trono inglés carecía de verdadero apoyo en el reino y, en 1135, propusieron al rey que entregase los castillos reales en Normandía a su hija e instase a la nobleza normanda a que le jurara fidelidad al punto. Esto habría dejado a la pareja en mucho mejor posición cuando falleciese Enrique I, pero este rechazó la idea enfurecido, probablemente porque temía que su yerno tratase de tomar el poder en Normandía sin esperar a su muerte. Estalló entonces una nueva rebelión en el sur de Normandía y la pareja intervino militarmente a favor de los rebeldes.
Enrique I enfermó repentinamente en medio del conflicto y falleció cerca de Lyons-la-Forêt. Se desconoce qué dijo sobre la sucesión antes de su muerte. Los acontecimientos posteriores influyeron en los relatos de los cronistas contemporáneos. Las fuentes favorables a Matilde señalaron que Enrique I había confirmado su propósito de conceder sus tierras a su hija, mientras que los cronistas hostiles argumentaban que había renunciado a sus planes anteriores y se había disculpado por haber obligado a los barones a jurar lealtad a su hija.

### Camino a la guerra

Mapa del norte de Francia de la época de la muerte de Enrique I; los círculos rojos marcan los principales centros urbanos.

Cuando las noticias sobre la muerte de Enrique I comenzaron a extenderse, Matilde y Godofredo V estaban en Anjou apoyando a los rebeldes en su campaña contra el ejército real, que incluía a varios partidarios como Roberto de Gloucester. Muchos de estos barones habían jurado permanecer en Normandía hasta que el difunto rey fuese enterrado adecuadamente, lo que les impidió regresar a Inglaterra. No obstante, la pareja aprovechó la oportunidad para marchar hacia el sur de Normandía y tomar varios castillos importantes en los alrededores de Argentan, que habían sido parte de la disputada dote de Matilde. Luego se detuvieron e, incapaces de avanzar más, saquearon la campiña, enfrentando una mayor resistencia de la nobleza normanda y una rebelión en Anjou. En este momento Matilde estaba embarazada de su tercer hijo; no hay consenso entre los investigadores sobre hasta qué punto esto afectó a sus planes militares.
Mientras tanto, la noticia de la muerte del rey inglés había llegado a Esteban de Blois, que se hallaba convenientemente en Boulogne y zarpó hacia Inglaterra acompañado por sus militares. Roberto de Gloucester había guarnecido los puertos de Dover y Canterbury y algunas versiones afirman que estorbaron el desembarco de Esteban. No obstante, este desembarcó pese a todo a las afueras de Londres el 8 de diciembre y, durante la semana siguiente, comenzó a tomar el poder en Inglaterra. Las multitudes londinenses lo aclamaron como el nuevo monarca, pues creían que otorgaría a la ciudad nuevos derechos y privilegios a cambio de su apoyo; su hermano, Enrique de Blois, obispo de Winchester, le granjeó el respaldo de la Iglesia. Esteban había jurado lealtad a Matilde en 1127, pero su hermano argumentó convincentemente que el difunto rey se había equivocado al insistir en que la corte hiciera ese juramento y aseveró que Enrique I había cambiado de opinión en su lecho de muerte. La coronación se celebró una semana más tarde en la abadía de Westminster, el 26 de diciembre.
Tras la noticia de que Esteban estaba reuniendo apoyo en Inglaterra, la nobleza normanda se reunió en Le Neubourg para discutir la posibilidad de declarar rey a su hermano mayor, Teobaldo, conde de Champaña. Los normandos argumentaron que el conde de Champaña —en tanto que nieto mayor de Guillermo I el Conquistador— contaba con más derecho a gobernar el Reino de Inglaterra y el Ducado de Normandía, mucho más que Matilde. Sus discusiones fueron interrumpidas por las repentinas noticias de Inglaterra de que la coronación de Esteban ocurriría al día siguiente. El apoyo de Teobaldo inmediatamente disminuyó, ya que los barones no estaban dispuestos a apoyar la separación de Inglaterra y Normandía por oponerse al nuevo rey.
Matilde dio a luz a su tercer hijo, Guillermo, en Argentan el 22 de julio de 1136. Actuó desde la región fronteriza durante los siguientes tres años, adjudicando los señoríos de la zona a los caballeros de su casa. Posiblemente pidió a Ulger, obispo de Angers, que apoyase a las reclamaciones que había planteado ante el papa en Roma, pero si el obispo llegó a hacerlo, fue en vano. Godofredo V invadió Normandía a principios de 1136 y, después de una tregua temporal, continuó la ocupación nuevamente ese mismo año, atacando y quemando propiedades en lugar de tratar de apoderarse del territorio. Esteban regresó al ducado en 1137, donde se reunió con Luis VI y Teobaldo para acordar una alianza oficiosa contra Godofredo V y Matilde y contrarrestar el creciente poder angevino en la región. Reunió un ejército para recuperar los castillos de Argentan en manos de Matilde, pero las fricciones entre sus mercenarios flamencos y los barones normandos dieron como resultado una batalla entre las dos mitades del ejército. Las fuerzas normandas luego abandonaron al rey, que hubo de renunciar a la campaña: acordó otra tregua con Godofredo V, en virtud de la cual se comprometió a pagarle dos mil marcos anuales a cambio de mantener la paz en las fronteras normandas.
El reinado de Esteban comenzó bien en Inglaterra, con suntuosas reuniones de la corte real en las que otorgó concesiones de tierras y favores a sus seguidores. Recibió el apoyo del papa Inocencio II, debido en parte a los testimonios de Luis VI y Teobaldo. Sin embargo, los problemas no tardaron en aparecer: el tío de Matilde, David I de Escocia, invadió el norte de Inglaterra tras enterarse de la muerte de Enrique I y tomó Carlisle, Newcastle y otras fortalezas importantes. Esteban marchó rápidamente hacia el norte con un ejército y se encontró con David I en Durham, donde se acordó un arreglo temporal. Luego el sur de Gales se alzó en rebelión y, en 1137, Esteban hubo de abandonar sus intentos de reprimir la revuelta. Asimismo sofocó dos revueltas en el sudoeste lideradas por Balduino de Redvers y Roberto de Bampton; el primero fue liberado después de su captura y viajó a Normandía, donde se convirtió en crítico acerbo del rey inglés.

### Revueltas

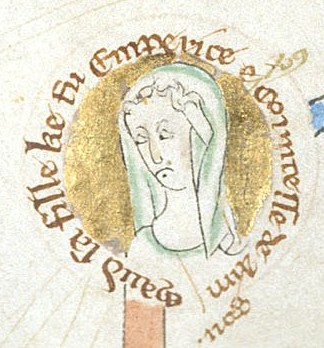
Retratada en una miniatura del.

El medio hermano de Matilde, Roberto de Gloucester, era uno de los barones anglonormandos más poderosos, ya que tenía señoríos en Normandía además del condado de Gloucester. Se rebeló contra Esteban en 1138, lo que hizo que la situación en Inglaterra degenerara en guerra civil. Roberto renunció a su fidelidad al rey y declaró su apoyo a Matilde, lo que desencadenó una gran rebelión regional en Kent y en todo el sudoeste de Inglaterra, aunque él permaneció en Normandía. Matilde apenas había reclamado su derecho al trono desde 1135 y, en muchos sentidos, fue Roberto quien tomó la iniciativa en su favor al declarar la guerra en 1138. En Francia, Godofredo V aprovechó la situación para volver a ocupar Normandía. David I de Escocia también invadió el norte de Inglaterra una vez más —avanzando hacia el sur hasta Yorkshire— y anunció que apoyaba la pretensión de Matilde al trono.
Esteban respondió rápidamente a las revueltas e invasiones y prestó más atención a Inglaterra que a Normandía. Su esposa Matilde fue enviada a Kent con barcos y recursos desde Boulogne, con la tarea de retomar el puerto clave de Dover, controlado por Roberto. Un pequeño número de los caballeros de la casa de Esteban fueron enviados al norte para ayudar en la lucha contra los escoceses; las huestes de David I fueron derrotadas ese mismo año en la batalla del Estandarte. Sin embargo, a pesar de la victoria inglesa, David I aún ocupaba la mayor parte del norte del reino. Esteban se dirigió personalmente hacia el oeste en un intento por recuperar Gloucestershire; primero avanzó hacia el norte en las Marcas Galesas y tomó Hereford y Shrewsbury antes de dirigirse al sur hacia Bath. La ciudad de Brístol le resultó inexpugnable, por lo que se contentó con saquear su comarca. Aparentemente, los rebeldes esperaban que Roberto acudiese en su auxilio desde Normandía, pero este permaneció en el ducado durante todo el año, tratando de convencer a Matilde de que invadiera Inglaterra. Dover finalmente se rindió a las fuerzas de la consorte de Esteban ese año.
En 1139, parecía que Roberto y Matilde invadirían Inglaterra en cualquier momento: Godofredo V y su esposa ya habían sometido gran parte de Normandía y, junto con Roberto, estuvieron reuniendo fuerzas durante los primeros meses del año para emprender una expedición allende el canal de la Mancha. Matilde también apeló al papado a comienzos de año; su representante, el obispo Ulger, presentó su reclamación al trono inglés sobre la base de sus derechos hereditarios y los juramentos de los barones. Arnulfo de Lisieux representó a Esteban ante el tribunal y argumentó que, debido a que la madre de Matilde había sido en efecto una monja, su reclamo era ilegítimo. El papa declinó revertir su apoyo anterior a Esteban, pero, desde la perspectiva de Matilde, el caso sirvió para poner en duda su derecho al trono inglés.

## Guerra civil

### Primeras acciones

Mapa político de Gales y el sur de Inglaterra en 1140; las zonas bajo el control de Matilde en azul, de Esteban en rojo y galeses indígenas en gris.

La invasión comenzó a fines del verano de 1139. Balduino de Redvers partió desde Normandía a Wareham en agosto, en un intento inicial de apoderarse de un puerto en el que pudiese desembarcar el ejército invasor de Matilde, pero las fuerzas de Esteban le obligaron a retirarse al sudoeste. Al mes siguiente, la madrastra de Matilde, la reina Adela, la invitó a desembarcar en Arundel, adonde efectivamente arribaron Roberto de Gloucester y Matilde el 30 de septiembre, acompañados de ciento cuarenta caballeros. Matilde se alojó en el castillo de Arundel, mientras que Roberto marchó hacia el noroeste en dirección a Wallingford y Brístol, recabar apoyos para la rebelión y unirse a Miles de Gloucester, quien aprovechó la oportunidad para rebelarse contra el rey y tomar partido por Matilde.
Esteban se apresuró a desplazarse al sur y sitió Arundel, atrapando a Matilde en el castillo. Entonces, acordó una tregua propuesta por su hermano, Enrique de Blois; no se conocen los detalles del acuerdo, pero como resultado se permitió a Matilde y a su séquito de caballeros dejar Arundel y marchar escoltados al sudoeste de Inglaterra, donde se reunieron con Roberto de Gloucester. Las razones de la liberación de Matilde siguen sin esclarecerse: Esteban pudo haber pensado que lo mejor para él era liberarla y concentrarse en atacar a Roberto en vez de continuar con el cerco de Arundel, pues por entonces lo consideraba un adversario más peligroso que a Matilde. Asimismo, el castillo de Arundel se consideraba casi inexpugnable y a Esteban pudo haberle preocupado tener que inmovilizar a su ejército durante un largo asedio mientras Roberto vagaba libremente por el oeste. Otra teoría es que Esteban liberó a Matilde como gesto de caballerosidad; tenía un temperamento generoso y cortés y en la época de las guerras anglonormandas las mujeres no solían ser blanco de las operaciones bélicas.

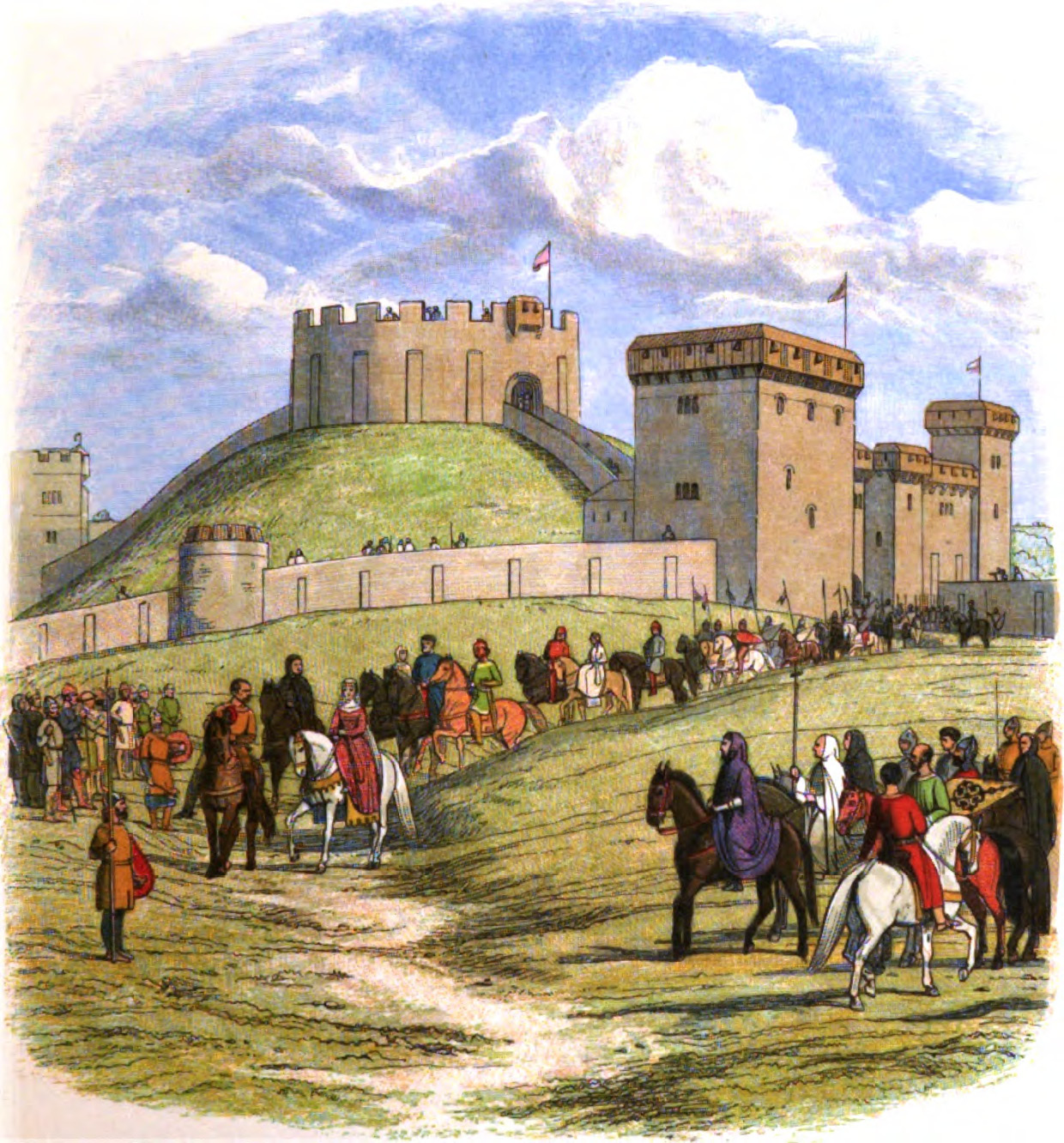
A Matilda se le permite retirarse de Arundel. James William Edmund Doyle (1864).

Matilde estableció su corte en la cercana Gloucester después de permanecer durante un tiempo en el bastión de Roberto en Brístol; Gloucester seguía siendo un lugar seguro del sudoeste inglés, pero le permitía a Matilde estar lo suficientemente alejada de su medio hermano como para garantizar su independencia de él. Aunque hubo algunas deserciones a su causa, aún controlaba un bloque compacto de territorio que se extendía desde Gloucester y Brístol hasta Wiltshire por el sur, las Marcas Galesas por el oeste y Oxford y Wallingford, en el valle del Támesis por el este, desde donde amenazaba Londres. Su influencia se extendía a Devon y Cornualles y a Herefordshire en el norte, aunque la autoridad que ostentaba en estas regiones era menor.
Esteban emprendió la ofensiva contra ella: comenzó asaltando el castillo de Wallingford, que controlaba el corredor del Támesis; la fortaleza estaba en manos de Brian FitzCount y Esteban la encontró muy bien defendido. Se dirigió seguidamente por Wiltshire contra Trowbridge y de camino tomó los castillos de South Cerney y Malmesbury. En respuesta, Miles de Gloucester marchó hacia el este, atacó la retaguardia de Esteban en Wallingford y amagó con avanzar hacia Londres, lo que obligó a Esteban a abandonar la campaña en el oeste y a volver al este para estabilizar la situación y proteger la capital.
Nigel, obispo de Ely, se unió a la facción de Matilde a comienzos de 1140. Estableció su base de operaciones en la isla de Ely, entonces rodeada de tierras pantanosas que la protegían, con la esperanza de apoderarse de Anglia Oriental. Esteban reaccionó rápidamente: atacó Ely por sorpresa e hizo al obispo huir a Gloucester. Los soldados de Roberto recuperaron parte del territorio que Esteban había tomado en su campaña de 1139. En un esfuerzo por negociar una tregua, Enrique de Blois celebró una conferencia de paz en Bath, en la que Roberto representó a Matilde. La conferencia fracasó porque Enrique y el clero insistieron en ser los que definiesen los términos del posible acuerdo de paz, pretensión que los representantes del rey consideraron inaceptable.

### Batalla de Lincoln

Esquema de la batalla de Lincoln: las tropas de Roberto de Gloucester en azul, las de Esteban en rojo.

La suerte de Matilde mejoró a comienzos de 1141: Ranulfo de Chester, poderoso magnate del norte, se había peleado con el rey en el invierno anterior y Esteban había puesto su castillo en Lincoln bajo asedio. En respuesta, Roberto de Gloucester y Ranulfo avanzaron contra Esteban con un ejército mayor que el suyo, precipitando la batalla de Lincoln del 2 de febrero de 1141. El rey mandaba el centro de su ejército, con Alan de Bretaña en el flaco derecho y Guillermo de Aumale en el izquierdo. Las fuerzas de Roberto y Ranulfo eran superiores en caballería y Esteban desmontó a muchos de sus propios caballeros para formar un sólido bloque de infantería. Después de un revés inicial, en el que las tropas de Guillermo destruyeron la infantería galesa de los angevinos, la batalla se tornó favorable para las fuerzas de Matilde. La caballería de Roberto y Ranulfo rodeó el centro de Esteban, que fue rápidamente identificado por el ejército angevino. La lid fue larga, pero concluyó con la victoria de los soldados de Roberto, que apresaron a Esteban.
Matilde recibió a Esteban en persona en su corte en Gloucester, antes de trasladarlo al castillo de Brístol, usado tradicionalmente para retener a presos selectos. Seguidamente, emprendió el proceso para hacerse con el trono inglés, lo que requería pactar con la Iglesia y que se la coronase en Westminster. Enrique, hermano de Esteban, convocó un concilio en Winchester antes de Pascua en su calidad de legado papal para conocer la opinión del clero. Matilde había hecho un trato privado con Enrique en virtud del cual él obtendría para ella el apoyo de la Iglesia a cambio de que se le concediera el control de los asuntos eclesiásticos en el reino. Enrique le entregó el tesoro real —que resultó estar bastante dilapidado excepto por la corona de Esteban— y excomulgó a muchos de sus enemigos que rechazaron cambiarse de bando. Sin embargo, el arzobispo Teobaldo de Canterbury no estuvo dispuesto a proclamarla reina tan rápidamente y una delegación de clérigos y nobles, encabezada por él, viajó a Brístol para ver a Esteban, quien afirmó que, dada la situación, estaba dispuesto a liberar a sus súbditos de su juramento de lealtad hacia él.

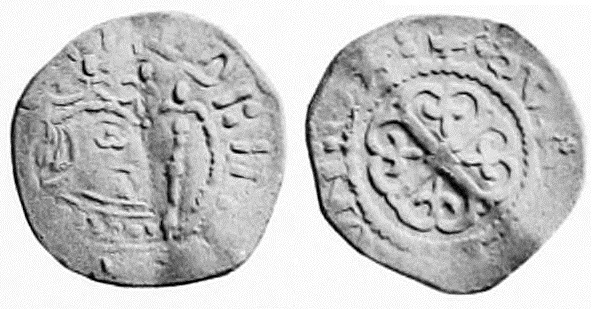
Penique de plata de Matilde, acuñado en Oxford.

El clero se reunió de nuevo en Winchester después de Pascua y declaró a Matilde «señora de Inglaterra y Normandía» (en latín, domina Anglorum), como paso previo a su coronación. Aunque los seguidores de Matilde asistieron al acto, pocos nobles importantes parecen haber participado y la delegación de Londres postergó su asistencia. La consorte de Esteban envió cartas para quejarse y exigir la liberación de su esposo. No obstante, Matilde se trasladó a Londres para organizar la coronación en junio, pero su situación se volvió precaria en la ciudad. Contaba con el apoyo de Geoffrey de Mandeville, que controlaba la Torre de Londres, pero las fuerzas leales a Esteban y su esposa se hallaban cerca de la ciudad y los ciudadanos temían darle la bienvenida. El 24 de junio, poco antes de la coronación prevista, la ciudad se rebeló contra Matilde y Godofredo de Mandeville; estos y sus seguidores lograron escapar a duras penas de la urbe y se retiraron desordenadamente a Oxford.
Mientras tanto, Godofredo V de Anjou invadió Normandía otra vez y, en ausencia de Waleran de Beaumont —que estaba luchando en Inglaterra—, ocupó todo el ducado al sur del Sena y al este del Risle. Esta vez no recibió ayuda del hermano de Esteban, Teobaldo de Champaña, quien parece haber estado preocupado por sus propios problemas con Francia: el nuevo rey francés —Luis VII— había rechazado la alianza regional de su padre, mejoró las relaciones con Anjou y adoptó una postura más belicosa contra Teobaldo, lo que originaría una guerra el año siguiente. El éxito de Godofredo V en Normandía y la debilidad de Esteban en Inglaterra comenzaron a socavar la lealtad de muchos barones anglonormandos, que temían que Roberto y Matilde les despojasen de sus tierras en Inglaterra y que Godofredo hiciese los propio con las que poseían en Normandía. Muchos comenzaron a dejar la facción de Esteban. Su amigo y consejero Waleran fue uno de los que decidió desertar a mediados de 1141 y zarpó a Normandía para asegurar sus posesiones ancestrales coligándose con los angevinos; este cambio de bando hizo que Worcestershire quedase bajo la autoridad de Matilde. El hermano gemelo de Waleran, Roberto de Leicester, se retiró de la contienda al mismo tiempo. Algunos partidarios de Matilde recuperaron sus fortalezas —como el obispo Nigel de Ely— y otros recibieron nuevos condados en el oeste de Inglaterra. El control centralizado sobre la acuñación de monedas se interrumpió, lo que permitió que barones y obispos emitiesen sus propias monedas en todo el país.

### Tumulto de Winchester y asedio de Oxford

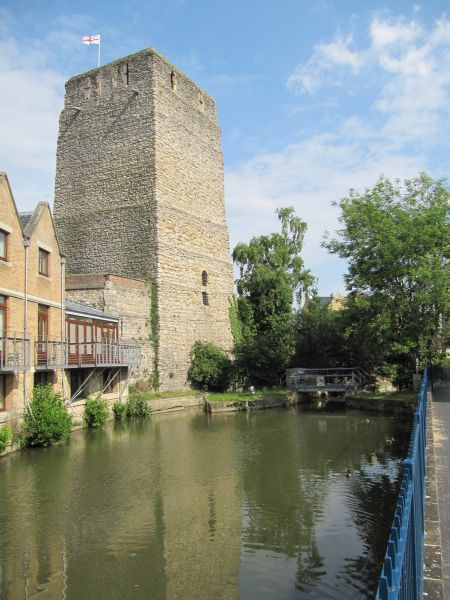
Torre St George del castillo de Oxford, donde Esteban casi captura a Matilde.

La situación de Matilde empeoró por su derrota en el tumulto de Winchester. Su alianza con Enrique de Blois demostró ser efímera y pronto riñeron por el patrocinio político y la política eclesiástica; el obispo volvió a pasarse al bando de su hermano. En respuesta, Matilde y Roberto de Gloucester rodearon a Enrique de Blois en su castillo episcopal en Winchester en julio y utilizaron la fortaleza real de la ciudad como base para sus operaciones contra él. La consorte de Esteban mantuvo viva su causa en el sudeste de Inglaterra y, con el respaldo de su lugarteniente Guillermo de Ypres y reforzada con nuevas tropas de Londres, aprovechó la oportunidad para avanzar hacia Winchester. Sus fuerzas rodearon al ejército de Matilde, quien decidió escapar de la ciudad con Brian FitzCount y Reginaldo de Cornualles, mientras el resto de su ejército retrasaba el avance de las fuerzas reales. El ejército de Matilde fue derrotado en la batalla que se libró a continuación y Roberto de Gloucester cayó prisionero cuando se retiraba, aunque ella, exhausta, pudo escapar y refugiarse en su fortaleza en Devizes.
Con Esteban y Roberto detenidos, se celebraron negociaciones para llegar a un acuerdo de paz permanente, pero la esposa de Esteban no estaba dispuesta a ofrecer ninguna concesión a Matilde y Roberto rechazó toda oferta para pasarse al bando de Esteban. Pese al estancamiento de las conversaciones, las dos partes acordaron intercambiar en noviembre a los dos jefes presos: Esteban regresó con su consorte y Roberto con Matilde en Oxford. Enrique organizó otro concilio eclesiástico, en el que revirtió su decisión anterior y confirmó la legitimidad de su hermano para gobernar; en la Navidad de 1141 hubo una nueva coronación de Esteban y su mujer. El rey viajó hacia el norte para reunir  tropas y convenció a Ranulfo de Chester para que volviese a cambiar de bando. Pasó el verano atacando algunos de los nuevos castillos angevinos construidos el año anterior, como los de Cirencester, Bampton y Wareham.
Roberto regresó a Normandía durante el verano de 1142 para ayudar a Godofredo V en operaciones contra algunos de los seguidores que aún tenía Esteban allí, antes de regresar a Gran Bretaña en otoño. Esteban estrechó el cerco a Matilde, que fue rodeada en Oxford, una ciudad en principio segura, amurallada y protegida por el río Isis, pero que Esteban asaltó por sorpresa por la parte del río, que cruzó en parte a nado. Tras alcanzar la otra orilla, el rey y sus hombres irrumpieron en la ciudad, por lo que Matilde hubo de refugiarse en el castillo. Este era una fortaleza poderosa, así que Esteban tuvo que prepararse para un largo asedio. Justo antes de Navidad, Matilde salió sigilosamente del castillo con un puñado de caballeros —probablemente a través de una poterna—, cruzó el río helado a pie y siguió hasta Abingdon-on-Thames, donde obtuvo monturas que le permitieron escapar del ejército real y refugiarse en Wallingford; la guarnición de Oxford capituló al día siguiente de la fuga. Según las crónicas, Matilde y sus acompañantes vistieron de blanco durante la huida para camuflarse en la nieve.

### Estancamiento

Invasión de Normandía por Godofredo V de Anjou (1142-1143).

Después de la retirada de Winchester, Matilde reconstituyó su corte en el castillo de Devizes, una antigua propiedad del obispo de Salisbury que había sido confiscada por Esteban. Entregó las tierras circundantes a los caballeros de su séquito que contaron para imponerse con la ayuda de mercenarios flamencos; administró la región mediante la red de gobernadores civiles locales y otros funcionarios. Muchos de los que habían perdido tierras en las regiones ocupadas por el rey viajaron al oeste para aprovechar el patrocinio de Matilde. Respaldada por el pragmático Roberto de Gloucester, esta se contentó con alargar la contienda contra Esteban, que pronto alcanzó un punto muerto.
Al principio, la situación pareció evolucionar en su favor: Roberto acorraló a Esteban en 1143 en el castillo de Wilton, uno de los puntos de reunión de las fuerzas reales en Herefordshire. El rey intentó romper el asedio y escapar, lo que precipitó la batalla de Wilton. Una vez más, la caballería angevina se impuso y, por un momento, pareció que Esteban sería capturado por segunda vez, aunque finalmente logró huir. Luego, ese mismo año, Godofredo de Mandeville, conde de Essex, se rebeló contra Esteban en Anglia Oriental. Godofredo se estableció en la isla de Ely y emprendió una campaña militar contra Cambridge con la intención de avanzar hacia el sur, hacia Londres. Ranulfo de Chester se rebeló una vez más en el verano de 1144. Mientras tanto, Godofredo V de Anjou terminó de afianzar su control del sur de Normandía y, en enero de 1144, avanzó hasta Ruan, capital del ducado, para concluir su campaña. Luis VII le reconoció como duque de Normandía poco después.
A pesar de estos éxitos, Matilde no pudo consolidar su posición. Miles de Gloucester, uno de sus jefes militares más talentosos, había fallecido mientras cazaba la Navidad anterior. La rebelión de Godofredo de Mandeville contra Esteban en el este terminó con su muerte en septiembre de 1144 durante un ataque al castillo de Burwell. Esto le permitió a Esteban marchar contra las fuerzas de su prima en el oeste en 1145 y recuperar el castillo de Faringdon en Oxfordshire. Matilde autorizó a Reginaldo, conde de Cornualles, a entablar nuevas negociaciones de paz, pero ninguna de las partes estuvo dispuesta a ceder para poner fin al conflicto.

### Fin de la guerra

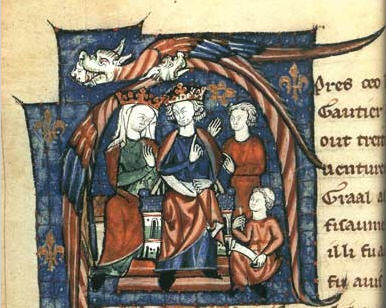
Miniatura del del hijo mayor de Matilde, Enrique II, y su esposa, Leonor, en la corte.

Las condiciones del conflicto en Inglaterra comenzaron a cambiar gradualmente; a fines de los años 1140, los principales combates habían terminado y dieron paso a un estancamiento insuperable, con breves lapsos de intensificación de la lucha. Varios de los partidarios clave de Matilde habían perecido para entonces: Roberto de Gloucester falleció en 1147 de muerte natural y Brian FitzCount se retiró gradualmente de la vida pública; probablemente ingresó en un monasterio y se sabe que en 1151 ya había muerto. Otros seguidores se unieron a la segunda cruzada cuando se proclamó en 1145 y estuvieron ausentes de la región por varios años. Algunos de los barones anglonormandos firmaron acuerdos de paz por separado entre ellos para asegurar sus tierras y ganancias de guerra y muchos no estaban dispuestos a continuar participando en el conflicto.
El primogénito de Matilde, Enrique, comenzó a asumir lentamente la dirección del bando de su madre en el conflicto. Se había quedado en Francia cuando su madre partió por primera vez a Inglaterra. Cruzó el canal de la Mancha en 1142 y regresó a Anjou en 1144. Godofredo V esperaba que su hijo alcanzase el trono de Inglaterra, por lo que comenzó a involucrarlo en el gobierno de sus propiedades familiares. Enrique intervino en Inglaterra con un pequeño ejército de mercenarios en 1147, pero la expedición fracasó, sobre todo porque carecía de fondos necesarios para pagar a sus hombres. Entonces, pidió dinero a su madre, que se negó a dárselo afirmando que carecía de él. Al final, Esteban terminó pagando a los mercenarios de su sobrino, lo que le permitió regresar a casa a salvo; sus razones para hacerlo aún no están claras.
Matilde decidió regresar a Normandía en 1148, en parte debido a sus roces con la Iglesia. Había ocupado el estratégico castillo de Devizes en 1142 y establecido su corte allí, pero legalmente todavía pertenecía a Joselino de Bohon, obispo de Salisbury, y a fines de 1146 el papa Eugenio III intervino para respaldar los reclamos del obispo y la amenazó con la excomunión si no le devolvía a este la fortaleza. Matilde dio largas a la solicitud durante un tiempo y luego se fue a Normandía a principios de 1148 y dejó el castillo a Enrique, quien pospuso su devolución por muchos años. Matilde restableció su corte en Ruan, donde se reunió con sus hijos y esposo y probablemente organizó su futura vida en Normandía y la próxima expedición de Enrique a Inglaterra. Eligió vivir en el palacio-priorato de Notre-Dame-du-Pré, situado al sur de Ruan, donde habitó en aposentos anexos al priorato y en un palacio cercano construido por Enrique I.
Se dedicó cada vez más a la administración de Normandía y menos a la guerra en Inglaterra. Godofredo V envió al obispo de Thérouanne a Roma en 1148 para defender el derecho de Enrique al trono inglés, que poco a poco fue aceptando la Iglesia católica de Inglaterra. Matilde y Godofredo V hicieron las paces con Luis VII, quien a cambio apoyó los derechos de Enrique sobre Normandía. Godofredo V murió inesperadamente en 1151; su hijo reclamó las tierras de la familia y regresó a Inglaterra una vez más a comienzos de 1153 con un pequeño ejército, con el que ganó el apoyo de algunos de los principales barones regionales. Sin embargo, ninguno de los dos ejércitos deseaba luchar y la Iglesia intercedió para que pactasen una tregua; a continuación, se firmó una paz permanente, según la cual Enrique reconoció a Esteban como rey, que a cambio lo adoptó y nombró sucesor. Mientras tanto, Normandía sufría desórdenes y la amenaza de una revuelta de los barones, que Matilde no pudo sofocar por completo. Sin embargo, Esteban murió al año siguiente y Enrique ascendió al trono como Enrique II de Inglaterra; en su coronación usó la mayor de las dos coronas imperiales que su madre había llevado consigo cuando partió del Sacro Imperio en 1125. La entronización de Enrique disipó paulatinamente los problemas que afrontaba Matilde en Normandía.

## Últimos años

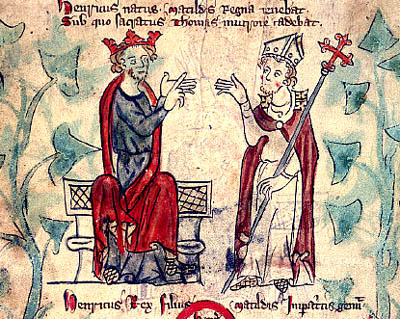
Miniatura de principios del de Enrique II y Tomás Becket discutiendo.

Matilde pasó el resto de su vida en Normandía, actuando frecuentemente como representante de su hijo y presidiendo el gobierno del ducado. Desde el principio, ella y su hijo emitieron cartas en Inglaterra y Normandía con sus dos nombres, que trataban sobre diversos reclamos de tierras que habían surgido durante las guerras. El rey recurría a ella en busca de consejo sobre asuntos políticos, particularmente en los primeros años de su reinado. Matilde estuvo involucrada en los intentos de mediación entre Enrique II y su canciller Tomás Becket cuando ambos riñeron en los años 1160. Se había opuesto previamente al nombramiento de Becket, pero cuando el prior de Mont St Jacques le pidió una entrevista privada en nombre de Becket para consultar su opinión, ella brindó una perspectiva moderada sobre el asunto. Explicó que estaba en desacuerdo con los intentos de su hijo de codificar las costumbres inglesas —a lo que Becket se oponía—, pero también condenó la mediocre administración de la Iglesia en Inglaterra y la testarudez de Becket.
También ayudó a tratar varias crisis diplomáticas. La primera de estas la suscitó la mano del apóstol Santiago, la reliquia que se había llevado del Sacro Imperio hacía muchos años. El emperador teutón Federico I Barbarroja consideró que la reliquia era parte de las insignias imperiales y solicitó a Enrique II que la devolviera. El rey y su madre insistieron igualmente en que permaneciera en la abadía de Reading, donde se había convertido en una atracción popular para los peregrinos. Finalmente contentaron a Federico I entregándole en vez de la reliquia un conjunto de costosos obsequios ingleses, entre ellos una enorme y lujosa tienda de campaña, probablemente elegida por Matilde, que Federico I usó para actos de la corte en Italia. Matilde también colaboró con Luis VII de Francia en 1164 para resolver una disputa diplomática cada vez más aguda sobre el manejo de fondos de las cruzadas.
En su vejez, se concentró en asuntos eclesiásticos y en sus devociones, aunque siguió participando en el gobierno de Normandía hasta el final de sus días. Aparentemente tuvo un cariño particular por su hijo menor, Guillermo. Sin embargo, se opuso a la propuesta de Enrique II de 1155 de invadir Irlanda y darle las tierras a su hermano, posiblemente con el argumento de que el proyecto no era factible y, a cambio, Guillermo recibió grandes concesiones de tierras en Inglaterra. Matilde fue más afable en su vejez que en su juventud, pero el cronista de Mont St Jacques, que la conoció durante este período, todavía sintió que ella estaba hecha de «la madera de los tiranos».

## Muerte
Murió el 10 de septiembre de 1167 y su riqueza restante la legó a la Iglesia. Fue enterrada bajo el altar mayor de la abadía de Le Bec-Hellouin, en un oficio dirigido por Rotrou, arzobispo de Ruan. El epitafio de su tumba reza: «Grande por nacimiento, mucho más por matrimonio, magnífica en su descendencia: aquí yace Matilde, la hija de Enrique, esposa, madre» (Ortu magna, viro major, sed maxima partu, hic jacet Henrici filia, sponsa, parens), frase que cobró fama entre sus contemporáneos. La tumba fue dañada por un incendio en 1263 y luego restaurada en 1282, antes de ser finalmente destruida por un ejército inglés en 1421. En 1684, la Congregación de San Mauro identificó algunos de los huesos de Matilde y los volvió a inhumar en Bec-Hellouin, en un sarcófago nuevo. Sus restos se perdieron otra vez después de que Napoleón destruyese el templo, pero se encontraron una vez más en 1846 y, esta vez, se enterraron en la catedral de Ruan, donde permanecen.

## Gobierno

### Administración, leyes y nobleza

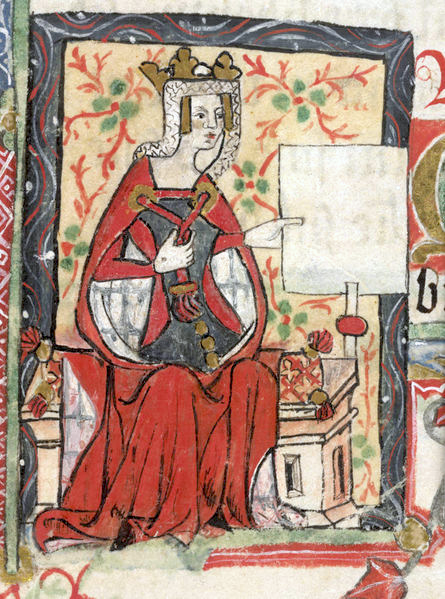
Retratada en una miniatura de Historia Anglorum por los monjes de St Albans (c.).

En el Sacro Imperio, la corte de la joven Matilde incluía caballeros, capellanes y damas de honor, aunque, a diferencia de algunas reinas de la época, no tenía su propio canciller para administrar su casa, sino que usaba al canciller imperial. Cuando actuaba como regente en Italia, descubrió que los gobernantes locales estaban preparados para aceptar a una gobernante femenina. Su administración incluía al canciller italiano, respaldado por administradores experimentados. No se le pidió que tomara ninguna decisión importante, sino que se ocupó de cuestiones pequeñas y actuó como representante simbólica de su esposo ausente, reuniéndose y ayudando a negociar con los magnates y el clero.
Las reinas anglosajonas de Inglaterra habían ejercido un poder considerablemente formal, pero esta tradición había disminuido bajo los normandos: a lo sumo, sus reinas gobernaban temporalmente como regentes en nombre de sus maridos cuando viajaban lejos, en lugar de por derecho propio.
A su regreso de Alemania a Normandía y Anjou, se hizo llamar a sí misma emperatriz e hija del rey Enrique I. Como imperatrix, «emperatriz», su estatus se elevó, en el pensamiento social y político medieval, por encima de los hombres en Inglaterra y Francia. A su llegada a Inglaterra, el sello de sus cartas mostraba la inscripción Mathildis dei gratia Romanorum Regina, «Matilde, por la gracia de Dios, reina de romanos». El retrato sedente entronizada de su sello circular la distinguió de sus contemporáneos de la élite inglesa: los sellos de las mujeres solían ser ovalados con retratos de pie, mientras que los de los hombres solían ser retratos ecuestres. Durante la guerra civil en Inglaterra, su estatus era incierto y estas distinciones únicas tenían la intención de imponer autoridad a sus súbditos. También siguió empleando el estilo Henrici regis filia, «hija del rey Enrique», que enfatizaba que su reclamo de la Corona era hereditario y derivaba de sus parientes masculinos, siendo la única descendencia legítima de Enrique I y su madre, Matilde de Escocia. Además, anunciaba su ascendencia mixta anglosajona y normanda y su pretensión como única heredera de su padre biológico en un siglo en el que las herencias feudales se transmitían cada vez más por herencia y primogenitura.
En contraste con su rival Esteban y su consorte Matilde de Boulogne —con el estilo rex Anglorum, «rey de los ingleses», y regina Anglorum, «reina de los ingleses», respectivamente—, Matilde empleó el título de domina Anglorum. Existen varias interpretaciones etimológicas, ya que en latín domina significa literalmente «ama»; domina también es el equivalente femenino del título dominus, cuyo significado variaba de jefe de familia a un título imperial, y se traducía como «maestro» o «señor». Por otro lado, mientras que en inglés antiguo cwen (lit., «reina») designaba a la consorte de un monarca, hlaefdige (lit., «señora») se refería a una mujer que ejercía poderes temporales por derecho propio, como había hecho Ethelfleda de Mercia. Inicialmente, entre 1139 y 1141, Matilde se referiría a sí misma como una feme sole («mujer [que actúa] sola»), destacando su autonomía e independencia de su marido. Además, también era convencional que los reyes recién elegidos usaran dominus hasta su coronación como rex, «rey», contando el intervalo como un interregno. Como nunca fue coronada en Westminster, durante el resto de la guerra parece haber usado ese título en lugar del de reina de Inglaterra, aunque algunos contemporáneos se referían a ella por segundo título. En la primavera y el verano de 1141, cuando Matilde era reina de facto, algunos estatutos reales que incluían títulos de tierras otorgados a las abadías de Glastonbury y Reading la mencionaron como regina Anglorum, mientras que en otros dice coronae meae, «mi corona», y regni mei, «mi reino». Aunque Marjorie Chibnall creía que los ejemplos de regina Anglorum de Glastonbury y Reading Abbey son errores de copia de domina Anglorum o no son auténticos, David Crouch consideró que era poco probable que se tratara de faltas de escritura y señaló que los partidarios de Esteban habían usado rex Anglorum incluso antes de su coronación formal y que Matilde fue aclamada como regina et domina en Winchester en marzo de 1141, sintiéndose «glorificada en ser llamada» con el título real. No obstante, el estilo domina Anglorum, actualmente traducido como «señora de los ingleses», siguió siendo muy común en los manuscritos; por ejemplo, el cronista Guillermo de Malmesbury la llamó domina.
Se presentaba a sí misma como continuadora de la tradición inglesa del reinado centralizado e intentó mantener un gobierno en Inglaterra paralelo al de Esteban, con una casa real y un canciller. Obtuvo ingresos de las propiedades reales en los condados bajo su control, particularmente en sus territorios centrales donde los gobernadores civiles eran leales a su causa. Nombró a varios condes para rivalizar con los creados por Esteban. Sin embargo, no pudo operar un sistema de tribunales de la realeza y sus recursos administrativos fueron extremadamente limitados, aunque algunos de sus empleados pasaron a ser obispos en Normandía. Emitió dos tipos de monedas a su nombre durante su estancia en Inglaterra, que se utilizaron en el oeste de Inglaterra y Gales. Los primeros fueron acuñados inicialmente en Oxford durante su estancia allí y el diseño fue adoptado por sus casas de moneda en Brístol, Cardiff y Wareham después de su victoria en la batalla de Lincoln. Un segundo diseño fue acuñado en Brístol y Cardiff durante los años 1140.
Al regresar a Normandía por última vez en 1148, dejó de usar el título de señora de los ingleses, regresando a emplear el estilo de emperatriz; nunca adoptó el título de condesa de Anjou al que tenía derecho por su segundo matrimonio. La casa de Matilde se hizo más pequeña y con frecuencia se fusionaba con la corte de su hijo Enrique II cuando ambos estaban en Ruan. Continuó desempeñando un rol especial en el gobierno de la zona cercana a Argentan, donde tenía derechos feudales de las concesiones hechas en el momento de su segundo matrimonio.

### Relaciones con la Iglesia

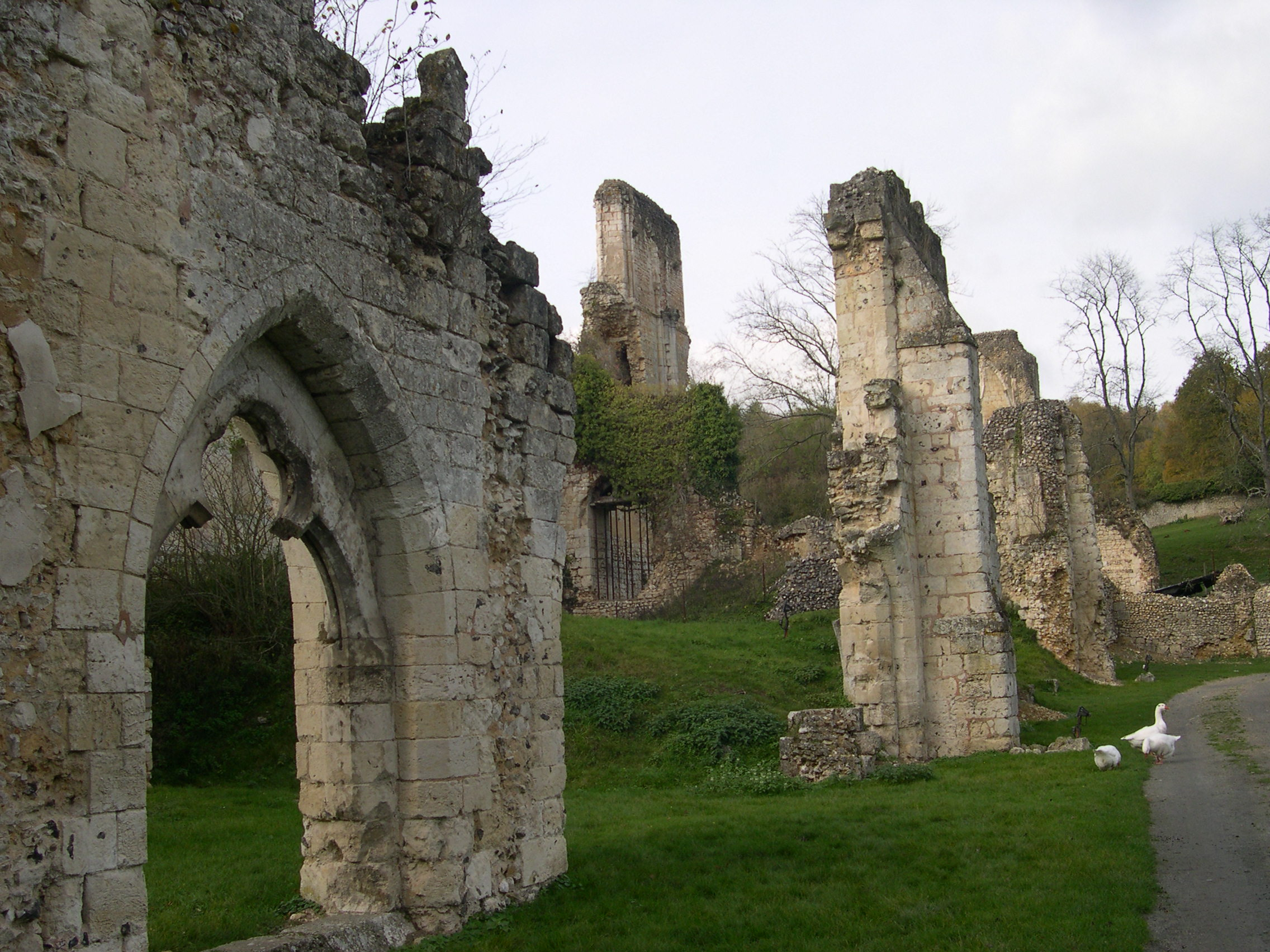
Ruinas de la abadía de Mortemer, que recibió apoyo financiero de Matilde.

No está claro cuán firme era la piedad personal de Matilde, aunque los contemporáneos elogiaron su preferencia de toda la vida por ser enterrada en el sitio monástico de Bec en lugar de uno más grande pero más mundano en Ruan; además, creían que tenía creencias religiosas sustanciales y subyacentes. Al igual que otros miembros de la nobleza anglonormanda, otorgó considerables recursos monetarios a la Iglesia católica. Al principio de su vida, prefería el monasterio benedictino de Cluny junto con algunas de las nuevas órdenes agustinas, como los victorinos y premonstratenses. Como parte de este patrocinio, refundó la abadía de Notre-Dame-du-Vœu cerca de Cherburgo.
Con el paso del tiempo, dirigió más su atención a la orden cisterciense, que era muy popular en Inglaterra y Normandía durante este período y estuvo dedicada a la Virgen María, figura de particular importancia para ella. Tenía fuertes vínculos con la abadía cisterciense de Mortemer en Normandía y recurrió ese monasterio solicitando asistencia cuando participaba en la fundación de la cercana La Valassa. Animó a los cistercienses a construir otro monasterio en Mortemer, con casas de huéspedes para acomodar a una amplia gama de visitantes y posiblemente pudo haber influido en la selección de las pinturas para las capillas monásticas.

## Legado

### Valoraciones historiográficas

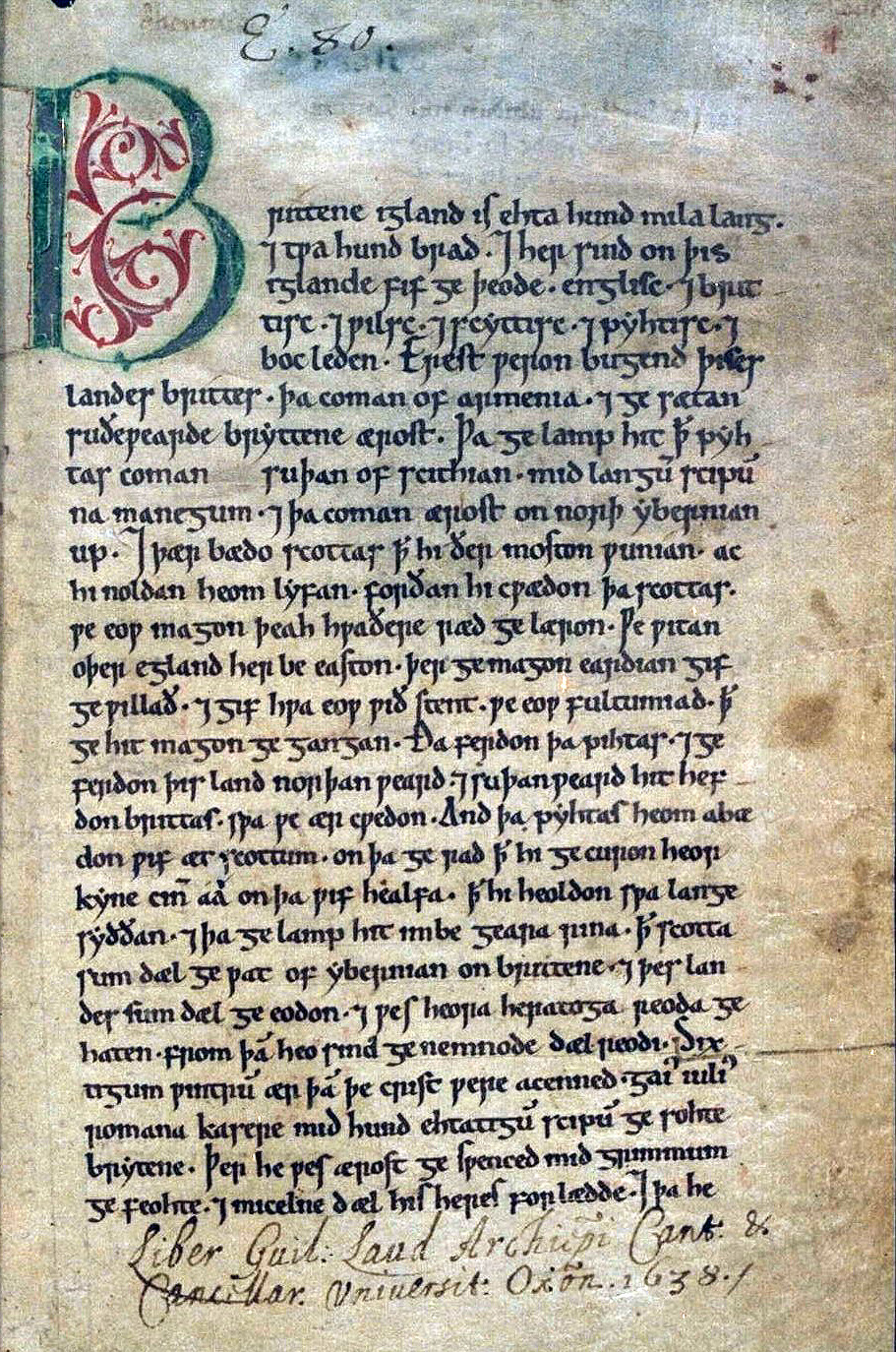
Primera página del elemento de Peterborough de la Crónica anglosajona, escrita alrededor de 1150, una de los manuscritos que describen el rol de Matilde durante la Anarquía.

Las crónicas contemporáneas en Inglaterra, Francia, Alemania e Italia documentaron muchos aspectos de su vida, aunque la única biografía sobre ella, aparentemente escrita por Arnulfo de Lisieux, se ha perdido. Los cronistas registraron una variedad de perspectivas sobre Matilde. En Alemania, la elogiaron a ampliamente y su reputación como la «buena Matilde» se mantuvo positiva. Durante los años de la Anarquía, obras como la Gesta Stephani emplearon una redacción muy negativa, en la que alababan a Esteban y condenaban a Matilde. Una vez que Enrique II ascendió el trono, la valoración de los cronistas hacia su madre se volvió positiva. Las leyendas se extendieron en los años posteriores a su muerte, como la que sugería de que su primer esposo, Enrique V, no había muerto sino que se había convertido en un ermitaño en secreto —lo que tornó ilegítimo el segundo matrimonio de Matilde— y una historia de que ella tuvo una aventura amorosa con Estaban, de la que se engendró de Enrique II.
Los estudiosos de la época Tudor estuvieron interesados en el derecho de sucesión de Matilde. Según los estándares del siglo XVI, claramente tenía derecho sobre la Corona inglesa y, por tanto, los académicos luchaban en explicar por qué ella había accedido a que su hijo Enrique II reinara al final de la guerra en lugar de gobernar directamente ella misma. Para el siglo XVIII, historiadores como David Hume tenían una comprensión mucho mejor de la naturaleza irregular de las leyes y costumbres del siglo XII y aquella pregunta se volvió menos relevante. Para el siglo XIX, se descubrían y analizaban las fuentes de archivo sobre la vida de Matilde, como cartas, historias de fundación y escritos. Los historiadores Kate Norgate, James Ramsay y J. H. Round los usaron para producir nuevos y más completos relatos sobre ella y la guerra civil; el reporte de Ramsay, que empleó la Gesta Stephani, no era halagüeño, mientras que Norgate, con base a fuentes francesas, era más neutral en la redacción. La biografía de 1897 del académico alemán Oskar Rössler se basó en gran medida en las cartas alemanas, no ampliamente utilizadas por los historiadores anglófonos.
Matilde ha atraído relativamente poca atención de los académicos ingleses modernos, quienes la tratan como una figura marginal en comparación con otros contemporáneos, particularmente su rival Esteban, a diferencia del trabajo llevado a cabo por eruditos alemanes sobre su etapa en el Sacro Imperio. El conde de Onslow en 1939 y Nesta Pain en 1978 escribieron biografías populares, no siempre precisas, pero la única biografía académica importante en inglés sigue siendo la obra de Marjorie Chibnall de 1991. Las interpretaciones del carácter de Matilde han cambiado con el tiempo, pero existe —como lo describió Chibnall— un «acuerdo general de que ella estaba orgullosa o al menos muy consciente del alto estatus de una emperatriz». Al igual que Enrique I y Enrique II, tenía cierta grandeza autocrática, que se combinaba con una firme creencia moral en su causa; no obstante, a la larga estaba limitada por las convenciones políticas del siglo XII. El tratamiento por parte de los historiadores modernos ha sido cuestionado por académicas feministas, como Fiona Tolhurst, que piensan que algunas suposiciones tradicionales sobre su rol y personalidad revelan un sesgo de género. Según esta interpretación, Matilde ha sido injustamente criticada por mostrar cualidades consideradas encomiables cuando se observan en sus contemporáneos masculinos.

### En la cultura popular
Los años de la guerra civil han sido objeto de ficción histórica. Matilde, Esteban y sus seguidores aparecen en la serie de detectives históricos de la novelista inglesa Ellis Peters, sobre el personaje Hermano Cadfael, ambientada entre 1137 y 1145. Peters describió a Matilde como «orgullosa» y «huraña», en contraste con Esteban, un «hombre tolerante» y un «gobernante razonable». La reputación marcial de Matilde también puede haber contribuido a la decisión del poeta inglés Alfred Tennyson de titular Maud a su poema bélico de 1855. El escritor George R. R. Martin, creador de la saga de libros Canción de hielo y fuego, se baso en la Anarquía para crear la guerra civil ficticia de la Casa Targaryen, la Danza de los Dragones relatada en los libros de The Princess and the Queen y Fuego y sangre. Matilde fue fuente de inspiración para la creación de la princesa Rhaenyra Targaryen, siendo en términos sutiles muy parecidas; aunque Rhaenyra jamás dejó de disputar el trono hasta su ejecución.

## Genealogía
| \| \| \| \| \| \| \| \| \| \| \| \| \| \| \| \| \| \| \| \| \| Matilde de Flandes[307] \| Matilde de Flandes[307] \| Matilde de Flandes[307] \| Matilde de Flandes[307] \| Matilde de Flandes[307] \| Matilde de Flandes[307] \| \| \| Guillermo I el Conquistador[307] \| Guillermo I el Conquistador[307] \| Guillermo I el Conquistador[307] \| Guillermo I el Conquistador[307] \| Guillermo I el Conquistador[307] \| Guillermo I el Conquistador[307] \| \| \| \| \| \| \| \| \| \| \| \| \| \| \| \| \| \| \| \| \| \| \| \| \| \| \| \| \| \| \| \| \| \| \| \| \| \| \| \| \| \| \| \| Matilde de Flandes[307] \| Matilde de Flandes[307] \| Matilde de Flandes[307] \| Matilde de Flandes[307] \| Matilde de Flandes[307] \| Matilde de Flandes[307] \| \| \| Guillermo I el Conquistador[307] \| Guillermo I el Conquistador[307] \| Guillermo I el Conquistador[307] \| Guillermo I el Conquistador[307] \| Guillermo I el Conquistador[307] \| Guillermo I el Conquistador[307] \| \| \| \| \| \| \| \| \| \| \| \| \| \| \| \| \| \| \| \| \| \| \| \| \| \| \| \| \| \| \| \| \| \| \| \| \| \| \| \| \| \| \| \| \| \| \| \| \| \| \| \| \| \| \| \| \| \| \| \| \| \| \| \| \| \| \| \| \| \| \| \| \| \| \| \| \| \| \| \| \| \| \| \| \| \| \| \| \| \| \| \| \| \| \| \| \| \| \| \| \| \| \| \| \| \| \| \| \| \| \| \| \| \| \| \| \| \| \| \| \| \| \| \| \| \| \| \| \| \| \| \| \| \| \| \| \| \| Teobaldo III de Blois[307] \| Teobaldo III de Blois[307] \| Teobaldo III de Blois[307] \| Teobaldo III de Blois[307] \| Teobaldo III de Blois[307] \| Teobaldo III de Blois[307] \| \| \| \| \| \| \| \| \| \| \| \| \| \| \| Margarita de Wessex \| Margarita de Wessex \| Margarita de Wessex \| Margarita de Wessex \| Margarita de Wessex \| Margarita de Wessex \| \| \| Malcolm III de Escocia \| Malcolm III de Escocia \| Malcolm III de Escocia \| Malcolm III de Escocia \| Malcolm III de Escocia \| Malcolm III de Escocia \| \| \| \| \| \| \| \| \| \| \| \| \| \| \| \| \| \| \| \| \| \| \| \| Teobaldo III de Blois[307] \| Teobaldo III de Blois[307] \| Teobaldo III de Blois[307] \| Teobaldo III de Blois[307] \| Teobaldo III de Blois[307] \| Teobaldo III de Blois[307] \| \| \| \| \| \| \| \| \| \| \| \| \| \| \| Margarita de Wessex \| Margarita de Wessex \| Margarita de Wessex \| Margarita de Wessex \| Margarita de Wessex \| Margarita de Wessex \| \| \| Malcolm III de Escocia \| Malcolm III de Escocia \| Malcolm III de Escocia \| Malcolm III de Escocia \| Malcolm III de Escocia \| Malcolm III de Escocia \| \| \| \| \| \| \| \| \| \| \| \| \| \| \| \| \| \| \| \| \| \| \| \| \| \| \| \| \| \| \| \| \| \| \| \| \| \| \| \| \| \| \| \| \| \| \| \| \| \| \| \| \| \| \| \| \| \| \| \| \| \| \| \| \| \| \| \| \| \| \| \| \| \| \| \| \| \| \| \| \| \| \| \| \| \| \| \| \| \| \| \| \| \| \| \| \| \| \| \| \| \| \| \| \| \| \| \| \| \| \| \| \| \| \| \| \| \| \| \| \| \| \| \| \| \| \| \| \| \| \| \| \| \| \| \| \| \| Esteban II Enrique de Blois \| Esteban II Enrique de Blois \| Esteban II Enrique de Blois \| Esteban II Enrique de Blois \| Esteban II Enrique de Blois \| Esteban II Enrique de Blois \| \| \| Adela de Normandía \| Adela de Normandía \| Adela de Normandía \| Adela de Normandía \| Adela de Normandía \| Adela de Normandía \| \| \| David I de Escocia \| David I de Escocia \| David I de Escocia \| David I de Escocia \| David I de Escocia \| David I de Escocia \| \| \| María de Escocia \| María de Escocia \| María de Escocia \| María de Escocia \| María de Escocia \| María de Escocia \| \| \| Matilde de Escocia \| Matilde de Escocia \| Matilde de Escocia \| Matilde de Escocia \| Matilde de Escocia \| Matilde de Escocia \| \| \| Enrique I de Inglaterra \| Enrique I de Inglaterra \| Enrique I de Inglaterra \| Enrique I de Inglaterra \| Enrique I de Inglaterra \| Enrique I de Inglaterra \| \| \| \| \| \| \| \| \| \| \| \| Esteban II Enrique de Blois \| Esteban II Enrique de Blois \| Esteban II Enrique de Blois \| Esteban II Enrique de Blois \| Esteban II Enrique de Blois \| Esteban II Enrique de Blois \| \| \| Adela de Normandía \| Adela de Normandía \| Adela de Normandía \| Adela de Normandía \| Adela de Normandía \| Adela de Normandía \| \| \| David I de Escocia \| David I de Escocia \| David I de Escocia \| David I de Escocia \| David I de Escocia \| David I de Escocia \| \| \| María de Escocia \| María de Escocia \| María de Escocia \| María de Escocia \| María de Escocia \| María de Escocia \| \| \| Matilde de Escocia \| Matilde de Escocia \| Matilde de Escocia \| Matilde de Escocia \| Matilde de Escocia \| Matilde de Escocia \| \| \| Enrique I de Inglaterra \| Enrique I de Inglaterra \| Enrique I de Inglaterra \| Enrique I de Inglaterra \| Enrique I de Inglaterra \| Enrique I de Inglaterra \| \| \| \| \| \| \| \| \| \| \| \| \| \| \| \| \| \| \| \| \| \| \| \| \| \| \| \| \| \| \| \| \| \| \| \| \| \| \| \| \| \| \| \| \| \| \| \| \| \| \| \| \| \| \| \| \| \| \| \| \| \| \| \| \| \| \| \| \| \| \| \| \| \| \| \| \| \| \| \| \| \| \| \| \| \| \| \| \| \| \| \| \| \| \| \| \| \| \| \| \| \| \| \| \| \| \| \| \| \| \| \| \| \| \| \| \| \| \| \| \| \| \| \| \| \| Teobaldo de Blois \| Teobaldo de Blois \| Teobaldo de Blois \| Teobaldo de Blois \| Teobaldo de Blois \| Teobaldo de Blois \| \| \| Enrique de Blois \| Enrique de Blois \| Enrique de Blois \| Enrique de Blois \| Enrique de Blois \| Enrique de Blois \| \| \| Esteban de Blois \| Esteban de Blois \| Esteban de Blois \| Esteban de Blois \| Esteban de Blois \| Esteban de Blois \| \| \| Matilde de Boulogne \| Matilde de Boulogne \| Matilde de Boulogne \| Matilde de Boulogne \| Matilde de Boulogne \| Matilde de Boulogne \| \| \| Matilde de Inglaterra \| Matilde de Inglaterra \| Matilde de Inglaterra \| Matilde de Inglaterra \| Matilde de Inglaterra \| Matilde de Inglaterra \| \| \| Guillermo Adelin \| Guillermo Adelin \| Guillermo Adelin \| Guillermo Adelin \| Guillermo Adelin \| Guillermo Adelin \| \| \| Roberto de Gloucester \| Roberto de Gloucester \| Roberto de Gloucester \| Roberto de Gloucester \| Roberto de Gloucester \| Roberto de Gloucester \| \| \| \| Teobaldo de Blois \| Teobaldo de Blois \| Teobaldo de Blois \| Teobaldo de Blois \| Teobaldo de Blois \| Teobaldo de Blois \| \| \| Enrique de Blois \| Enrique de Blois \| Enrique de Blois \| Enrique de Blois \| Enrique de Blois \| Enrique de Blois \| \| \| Esteban de Blois \| Esteban de Blois \| Esteban de Blois \| Esteban de Blois \| Esteban de Blois \| Esteban de Blois \| \| \| Matilde de Boulogne \| Matilde de Boulogne \| Matilde de Boulogne \| Matilde de Boulogne \| Matilde de Boulogne \| Matilde de Boulogne \| \| \| Matilde de Inglaterra \| Matilde de Inglaterra \| Matilde de Inglaterra \| Matilde de Inglaterra \| Matilde de Inglaterra \| Matilde de Inglaterra \| \| \| Guillermo Adelin \| Guillermo Adelin \| Guillermo Adelin \| Guillermo Adelin \| Guillermo Adelin \| Guillermo Adelin \| \| \| Roberto de Gloucester \| Roberto de Gloucester \| Roberto de Gloucester \| Roberto de Gloucester \| Roberto de Gloucester \| Roberto de Gloucester \| \| \| |                             |                             |                             |                             |                             |  |  |                    |                    |                    |                    |                    |                    |  |  |                    |                    |                    |                    |                     |                     |                     |                     |                     |                     |                     |                     |                             |                             |                             |                             |                             |                             |                       |                       |                       |                       |  |  |                         |                         |                         |                         |                         |                         |  |  |                       |                       |                       |                       |                       |                       |  |  |
| |                             |                             |                             |                             |                             |  |  |                    |                    |                    |                    |                    |                    |  |  |                    |                    |                    |                    | Matilde de Flandes  | Matilde de Flandes  | Matilde de Flandes  | Matilde de Flandes  | Matilde de Flandes  | Matilde de Flandes  |                     |                     | Guillermo I el Conquistador | Guillermo I el Conquistador | Guillermo I el Conquistador | Guillermo I el Conquistador | Guillermo I el Conquistador | Guillermo I el Conquistador |                       |                       |                       |                       |  |  |                         |                         |                         |                         |                         |                         |  |  |                       |                       |                       |                       |                       |                       |  |  |
| |                             |                             |                             |                             |                             |  |  |                    |                    |                    |                    |                    |                    |  |  |                    |                    |                    |                    | Matilde de Flandes  | Matilde de Flandes  | Matilde de Flandes  | Matilde de Flandes  | Matilde de Flandes  | Matilde de Flandes  |                     |                     | Guillermo I el Conquistador | Guillermo I el Conquistador | Guillermo I el Conquistador | Guillermo I el Conquistador | Guillermo I el Conquistador | Guillermo I el Conquistador |                       |                       |                       |                       |  |  |                         |                         |                         |                         |                         |                         |  |  |                       |                       |                       |                       |                       |                       |  |  |
| |                             |                             |                             |                             |                             |  |  |                    |                    |                    |                    |                    |                    |  |  |                    |                    |                    |                    |                     |                     |                     |                     |                     |                     |                     |                     |                             |                             |                             |                             |                             |                             |                       |                       |                       |                       |  |  |                         |                         |                         |                         |                         |                         |  |  |                       |                       |                       |                       |                       |                       |  |  |
| |                             |                             |                             |                             |                             |  |  |                    |                    |                    |                    |                    |                    |  |  |                    |                    |                    |                    |                     |                     |                     |                     |                     |                     |                     |                     |                             |                             |                             |                             |                             |                             |                       |                       |                       |                       |  |  |                         |                         |                         |                         |                         |                         |  |  |                       |                       |                       |                       |                       |                       |  |  |
| Teobaldo III de Blois | Teobaldo III de Blois       | Teobaldo III de Blois       | Teobaldo III de Blois       | Teobaldo III de Blois       | Teobaldo III de Blois       |  |  |                    |                    |                    |                    |                    |                    |  |  |                    |                    |                    |                    | Margarita de Wessex | Margarita de Wessex | Margarita de Wessex | Margarita de Wessex | Margarita de Wessex | Margarita de Wessex |                     |                     | Malcolm III de Escocia      | Malcolm III de Escocia      | Malcolm III de Escocia      | Malcolm III de Escocia      | Malcolm III de Escocia      | Malcolm III de Escocia      |                       |                       |                       |                       |  |  |                         |                         |                         |                         |                         |                         |  |  |                       |                       |                       |                       |                       |                       |  |  |
| Teobaldo III de Blois | Teobaldo III de Blois       | Teobaldo III de Blois       | Teobaldo III de Blois       | Teobaldo III de Blois       | Teobaldo III de Blois       |  |  |                    |                    |                    |                    |                    |                    |  |  |                    |                    |                    |                    | Margarita de Wessex | Margarita de Wessex | Margarita de Wessex | Margarita de Wessex | Margarita de Wessex | Margarita de Wessex |                     |                     | Malcolm III de Escocia      | Malcolm III de Escocia      | Malcolm III de Escocia      | Malcolm III de Escocia      | Malcolm III de Escocia      | Malcolm III de Escocia      |                       |                       |                       |                       |  |  |                         |                         |                         |                         |                         |                         |  |  |                       |                       |                       |                       |                       |                       |  |  |
| |                             |                             |                             |                             |                             |  |  |                    |                    |                    |                    |                    |                    |  |  |                    |                    |                    |                    |                     |                     |                     |                     |                     |                     |                     |                     |                             |                             |                             |                             |                             |                             |                       |                       |                       |                       |  |  |                         |                         |                         |                         |                         |                         |  |  |                       |                       |                       |                       |                       |                       |  |  |
| |                             |                             |                             |                             |                             |  |  |                    |                    |                    |                    |                    |                    |  |  |                    |                    |                    |                    |                     |                     |                     |                     |                     |                     |                     |                     |                             |                             |                             |                             |                             |                             |                       |                       |                       |                       |  |  |                         |                         |                         |                         |                         |                         |  |  |                       |                       |                       |                       |                       |                       |  |  |
| Esteban II Enrique de Blois | Esteban II Enrique de Blois | Esteban II Enrique de Blois | Esteban II Enrique de Blois | Esteban II Enrique de Blois | Esteban II Enrique de Blois |  |  | Adela de Normandía | Adela de Normandía | Adela de Normandía | Adela de Normandía | Adela de Normandía | Adela de Normandía |  |  | David I de Escocia | David I de Escocia | David I de Escocia | David I de Escocia | David I de Escocia  | David I de Escocia  |                     |                     | María de Escocia    | María de Escocia    | María de Escocia    | María de Escocia    | María de Escocia            | María de Escocia            |                             |                             | Matilde de Escocia          | Matilde de Escocia          | Matilde de Escocia    | Matilde de Escocia    | Matilde de Escocia    | Matilde de Escocia    |  |  | Enrique I de Inglaterra | Enrique I de Inglaterra | Enrique I de Inglaterra | Enrique I de Inglaterra | Enrique I de Inglaterra | Enrique I de Inglaterra |  |  |                       |                       |                       |                       |                       |                       |  |  |
| Esteban II Enrique de Blois | Esteban II Enrique de Blois | Esteban II Enrique de Blois | Esteban II Enrique de Blois | Esteban II Enrique de Blois | Esteban II Enrique de Blois |  |  | Adela de Normandía | Adela de Normandía | Adela de Normandía | Adela de Normandía | Adela de Normandía | Adela de Normandía |  |  | David I de Escocia | David I de Escocia | David I de Escocia | David I de Escocia | David I de Escocia  | David I de Escocia  |                     |                     | María de Escocia    | María de Escocia    | María de Escocia    | María de Escocia    | María de Escocia            | María de Escocia            |                             |                             | Matilde de Escocia          | Matilde de Escocia          | Matilde de Escocia    | Matilde de Escocia    | Matilde de Escocia    | Matilde de Escocia    |  |  | Enrique I de Inglaterra | Enrique I de Inglaterra | Enrique I de Inglaterra | Enrique I de Inglaterra | Enrique I de Inglaterra | Enrique I de Inglaterra |  |  |                       |                       |                       |                       |                       |                       |  |  |
| |                             |                             |                             |                             |                             |  |  |                    |                    |                    |                    |                    |                    |  |  |                    |                    |                    |                    |                     |                     |                     |                     |                     |                     |                     |                     |                             |                             |                             |                             |                             |                             |                       |                       |                       |                       |  |  |                         |                         |                         |                         |                         |                         |  |  |                       |                       |                       |                       |                       |                       |  |  |
| |                             |                             |                             |                             |                             |  |  |                    |                    |                    |                    |                    |                    |  |  |                    |                    |                    |                    |                     |                     |                     |                     |                     |                     |                     |                     |                             |                             |                             |                             |                             |                             |                       |                       |                       |                       |  |  |                         |                         |                         |                         |                         |                         |  |  |                       |                       |                       |                       |                       |                       |  |  |
| Teobaldo de Blois | Teobaldo de Blois           | Teobaldo de Blois           | Teobaldo de Blois           | Teobaldo de Blois           | Teobaldo de Blois           |  |  | Enrique de Blois   | Enrique de Blois   | Enrique de Blois   | Enrique de Blois   | Enrique de Blois   | Enrique de Blois   |  |  | Esteban de Blois   | Esteban de Blois   | Esteban de Blois   | Esteban de Blois   | Esteban de Blois    | Esteban de Blois    |                     |                     | Matilde de Boulogne | Matilde de Boulogne | Matilde de Boulogne | Matilde de Boulogne | Matilde de Boulogne         | Matilde de Boulogne         |                             |                             | Matilde de Inglaterra       | Matilde de Inglaterra       | Matilde de Inglaterra | Matilde de Inglaterra | Matilde de Inglaterra | Matilde de Inglaterra |  |  | Guillermo Adelin        | Guillermo Adelin        | Guillermo Adelin        | Guillermo Adelin        | Guillermo Adelin        | Guillermo Adelin        |  |  | Roberto de Gloucester | Roberto de Gloucester | Roberto de Gloucester | Roberto de Gloucester | Roberto de Gloucester | Roberto de Gloucester |  |  |
| Teobaldo de Blois | Teobaldo de Blois           | Teobaldo de Blois           | Teobaldo de Blois           | Teobaldo de Blois           | Teobaldo de Blois           |  |  | Enrique de Blois   | Enrique de Blois   | Enrique de Blois   | Enrique de Blois   | Enrique de Blois   | Enrique de Blois   |  |  | Esteban de Blois   | Esteban de Blois   | Esteban de Blois   | Esteban de Blois   | Esteban de Blois    | Esteban de Blois    |                     |                     | Matilde de Boulogne | Matilde de Boulogne | Matilde de Boulogne | Matilde de Boulogne | Matilde de Boulogne         | Matilde de Boulogne         |                             |                             | Matilde de Inglaterra       | Matilde de Inglaterra       | Matilde de Inglaterra | Matilde de Inglaterra | Matilde de Inglaterra | Matilde de Inglaterra |  |  | Guillermo Adelin        | Guillermo Adelin        | Guillermo Adelin        | Guillermo Adelin        | Guillermo Adelin        | Guillermo Adelin        |  |  | Roberto de Gloucester | Roberto de Gloucester | Roberto de Gloucester | Roberto de Gloucester | Roberto de Gloucester | Roberto de Gloucester |  |  |